# Bernard L. Feringa
Bernard Lucas (Ben) Feringa (Barger-Compascuum, 1951. május 18. –) Nobel-díjas holland vegyész. A Groningeni Egyetem professzora.